# Penstemon penlandii
Penstemon penlandii är en grobladsväxtart som beskrevs av William Alfred Weber. Penstemon penlandii ingår i släktet penstemoner, och familjen grobladsväxter. Inga underarter finns listade i Catalogue of Life.